# Čédi

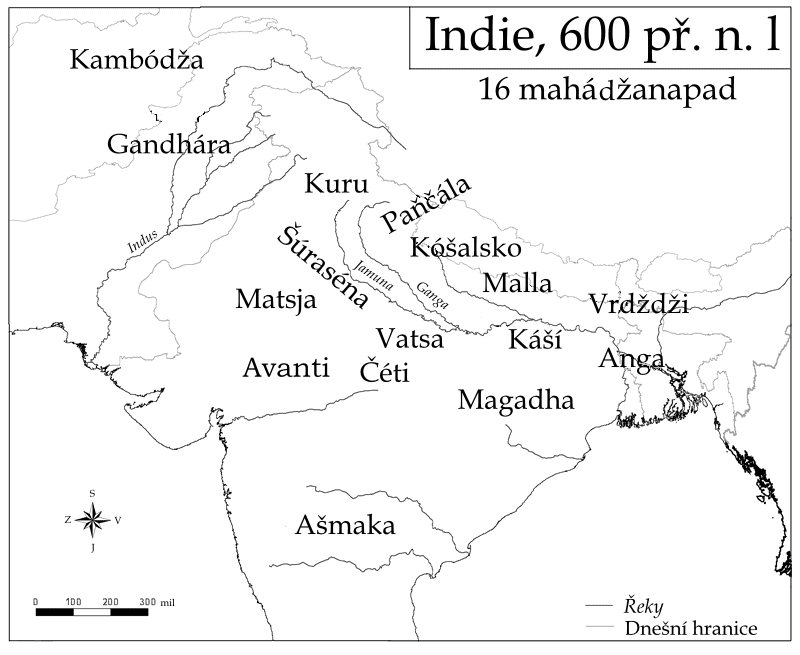
Mapa mahádžanapad a královstvím Čédiů uprostřed

Čédi (v sanskrtu: चेदि), někdy též Čéti, bylo relativně malé království, které se v době starověku nacházelo v severní části Indického subkontinentu. Patřilo mezi šestnáct mahádžanapad, územních celků starověké Indie. Čédi zabíralo území přibližně odpovídající dnešnímu okresu Bundélkhand v indickém státě Uttarpradéš, na jih od řeky Jamuny. Hlavní město Čédiů bylo Suktimati.
Králem království Čédi byl Šišupála, jehož spojencem byli Džarasandha, král Magadhy, a Durjódhana, král Kuruů. Podle Mahábháraty Šišupála zemřel hrdinskou smrtí poté, co se utkal v boji s Kršnou. Čédiové jsou vůbec v Mahámbháratě relativně často zmiňováni, např. Bímova žena pocházela z království Čediů.